# Diocese de Nacala
A Diocese de Nacala (Dioecesis Nacalana) é uma circunscrição eclesiástica da Igreja Católica situada em Nacala Porto, em Moçambique. Seu atual bispo é Alberto Vera Aréjula, O. de M. Sua Sé é a Catedral de Nossa Senhora da Boa Viagem.
Possui 24 paróquias servidas por 39 padres, assistindo a uma população abrangida de 2 864 000 habitantes, com 41,2% da população jurisdicionada batizada (1 180 000 católicos).

## Território
A diocese abrange a parte costeira marítima da Província de Nampula, partindo do rio Lúrio, a Norte, e estendendo-se até ao distrito de Moginqual, a sul. Compreende 9 distritos, sendo 3 do interior (Namapa, Nacarôa e Monapo) e 6 do litoral (Moginqual, Mossuril, Ilha de Moçambique, Nacala-a-Velha e Nacala-Porto). 

## História
Foi desmembrada da Arquidiocese de Nampula e canonicamente erigida em Diocese a 5 de Novembro de 1991, pelo Papa João Paulo II, através da Bula In Mozambicano Agro. No mesmo dia foi nomeado bispo de Nacala Dom Germano Grachane, até então bispo Auxiliar de Nampula e Titular de Thunusuda. Em 2018, no dia 25 de Abril, foi nomeado bispo dom Alberto Vera Aréjula.

## Prelados
|        | Nome                           | Período     | Notas  |
| Bispos | Bispos                         | Bispos      | Bispos |
| ------ | ------------------------------ | ----------- | ------ |
| 2º     | Alberto Vera Aréjula, O. de M. | 2018-atual  |        |
| 1º     | Germano Grachane, C.M.         | 1991 - 2018 |        |